# Разрез Милановского
Разрез Милановского — естественное обнажение на коренном берегу Волги в Ульяновске, где на дневную поверхность выходят верхнемеловые отложения туронского яруса и нижнемеловые отложения, представленные альбским, аптским, барремским и готеривским ярусами. Обнажение длиной 180 метров и высотой 30 метров, его площадь составляет 10,2 га. Названо в честь советского геолога, гидрогеолога, тектониста и стратиграфа Евгения Владимировича Милановского, который описал данное обнажение в научной литературе.
В связи с научной ценностью обнажения, оно в 1997 году было объявлено региональным памятником природы. Но поскольку оползень на обрыве представляет опасность для жилых домов, позднее принято решение сделать склон пологим, сравняв разрез с землей. Для этого в 2018 году статус памятника был снят.

## Галерея

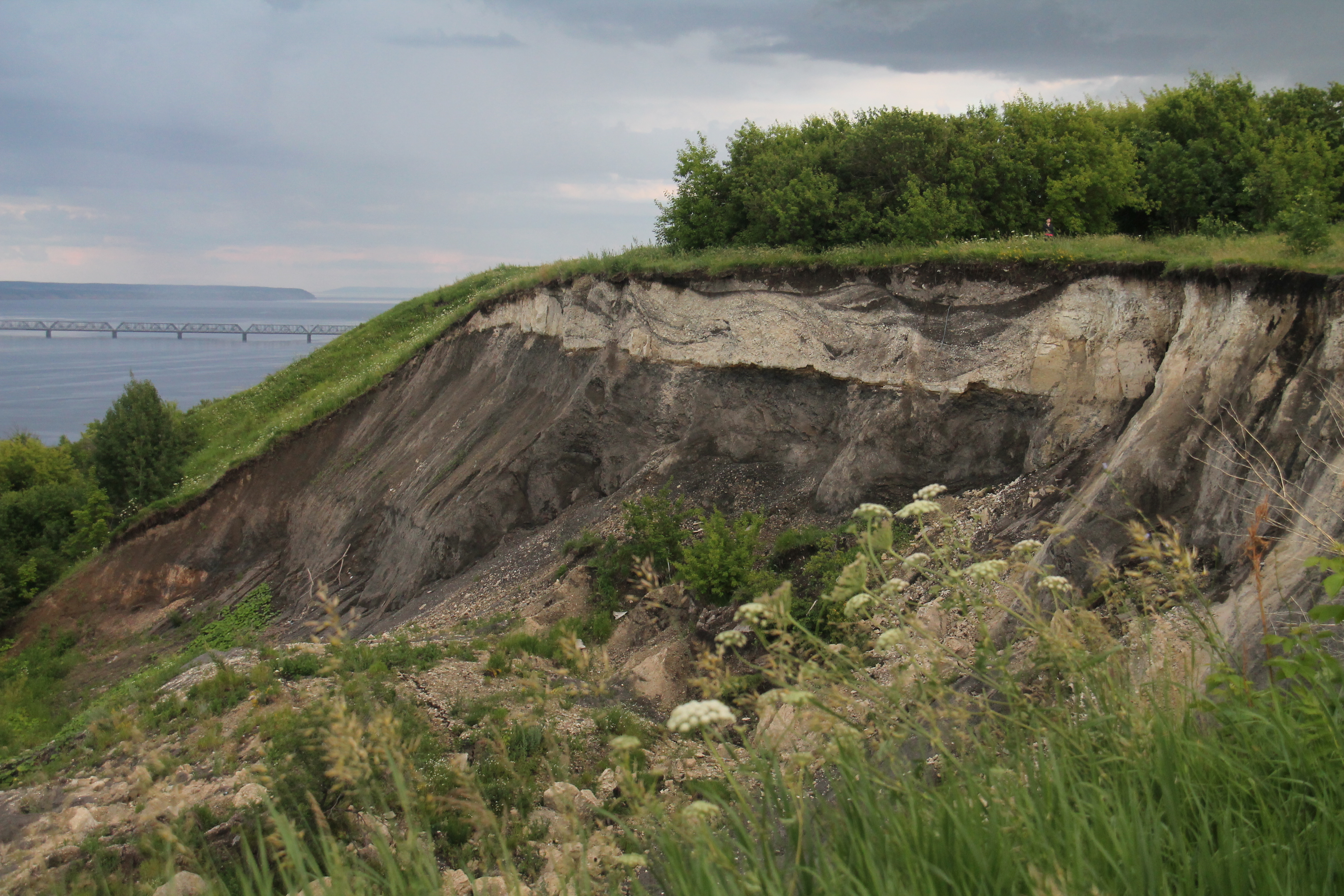
Разрез Милановского в 2017
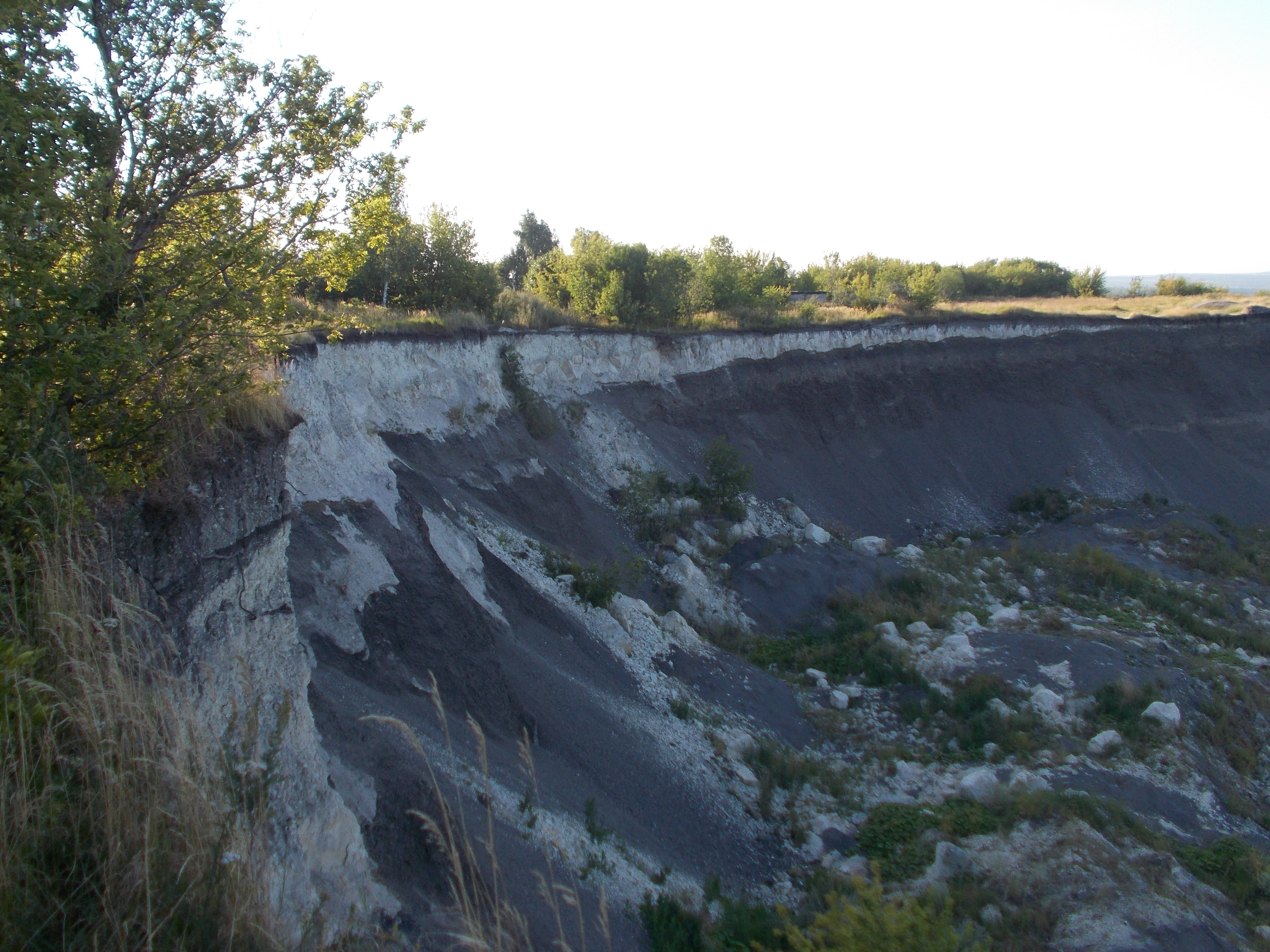
Разрез Милановского в 2020
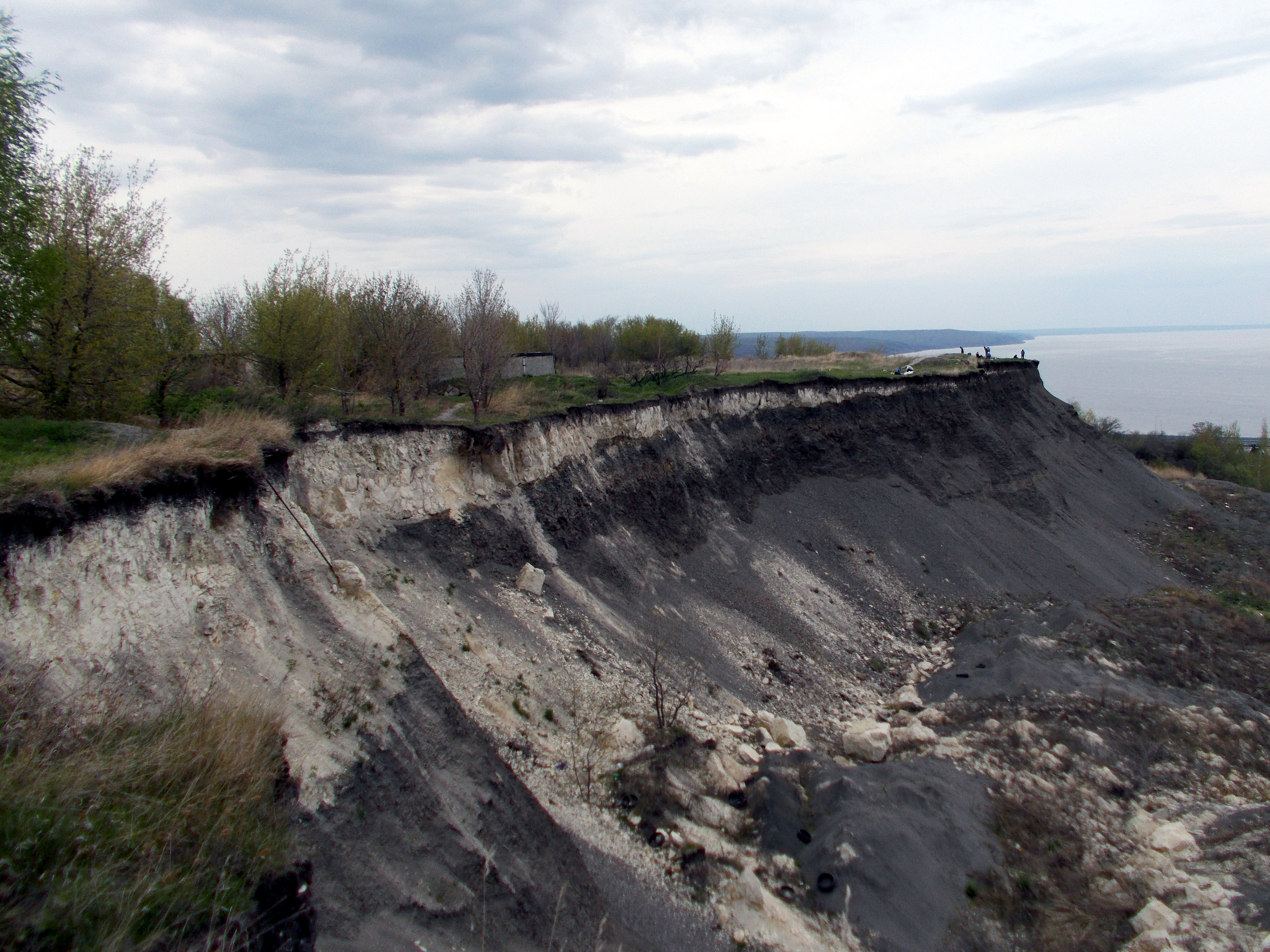
Разрез Милановского в 2021